# Божена Кршесинова
Божена (Кршесинова) (пом. після 1052 року) — княгиня Чехії, друга дружина чеського князя Олдржиха і мати чеського князя Бржетислава I.

## Життєпис

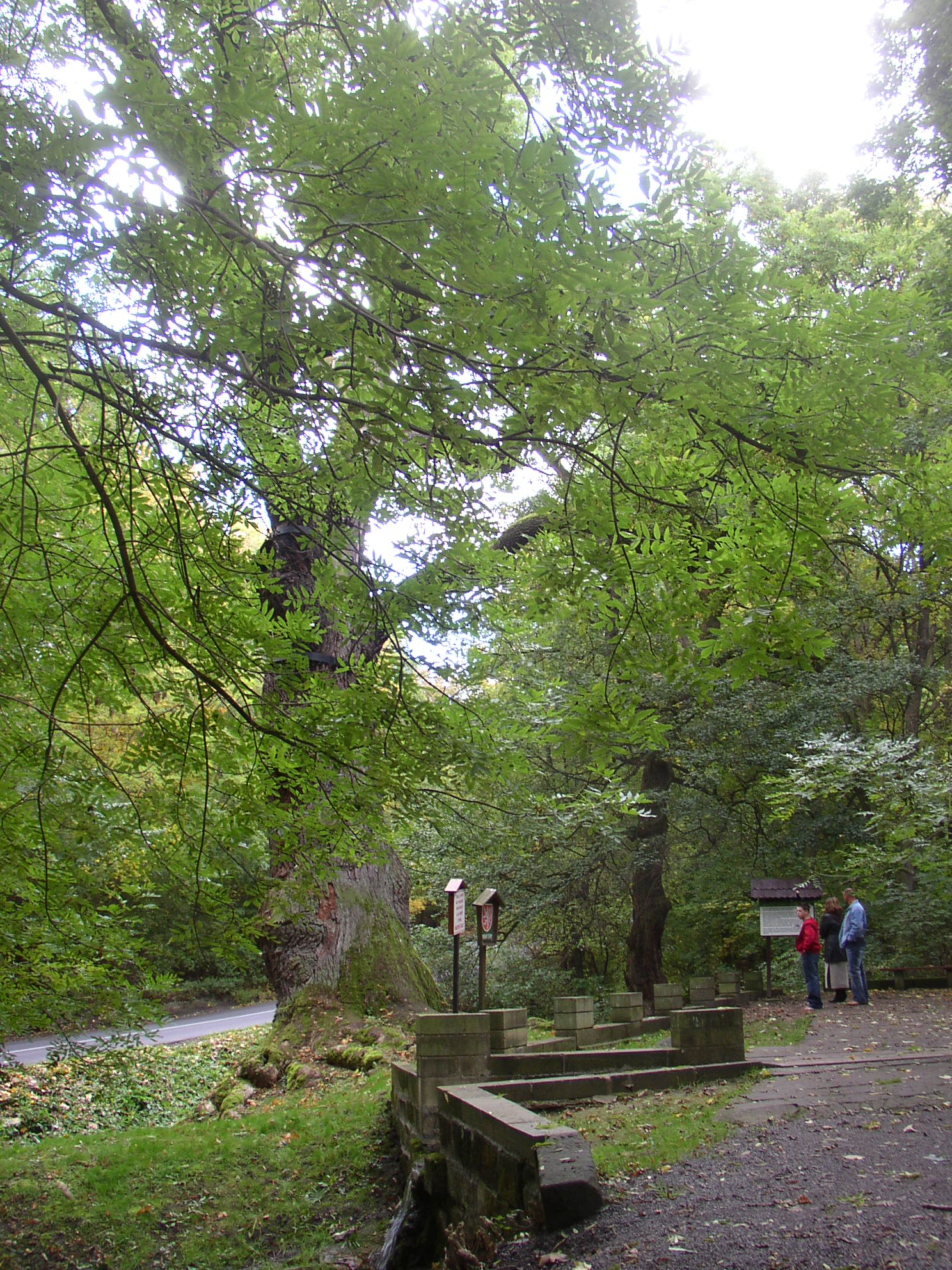
Дуб Олдржиха в Перуці, де Олдржих і Божена, ймовірно зустрілися.

Історик Козьма Празький записав легенду про Олдржиха та Божену у своїй «Чеській хроніці» Згідно з легендою, молодий (і на той час вже одружений) Олдржих вирушив на полювання і поїхав до Перуцу. Там він побачив гарну селянку Божену, місце це зараз відоме як джерело Божени, і одразу був зачарований нею. Згідно з легендою, перша зустріч Олдржиха з Боженою відбулася біля «дубу Олдржиха».
Олдржих покинув полювання і відвіз Божену назад до Праги, де вона зрештою народила від нього позашлюбного сина Бржетислава. 
Божена була рятівницею чеської княжої династії Пржемислів. У Олдржиха було два брати, але один із них, Яромир, був кастрований старшим братом, Болеславом III. Сам Болеслав III був ув'язнений у Польщі й, можливо, мав лише дочку. Таким чином, Олдржих був єдиним, від кого Пржемисл міг мати сина та спадкоємця. Вважається, що його перша дружина не народила дітей.
Про низьке походження Божени згадується в Хроніці Козьми, де сказано, що Олдржих вперше зустрів її «їдучи через село». Вважається, що позашлюбне народження Бржетислава від матері низького походження змусило його вдатися до викрадення нареченої, коли він пізніше намагався одружитися зі знатною Юдитою фон Швайнфурт. У всякому разі, її вважав селянкою вже автор Далімілової хронікі, початку XIV століття.